# 독일 쾰른 국제 식품 박람회

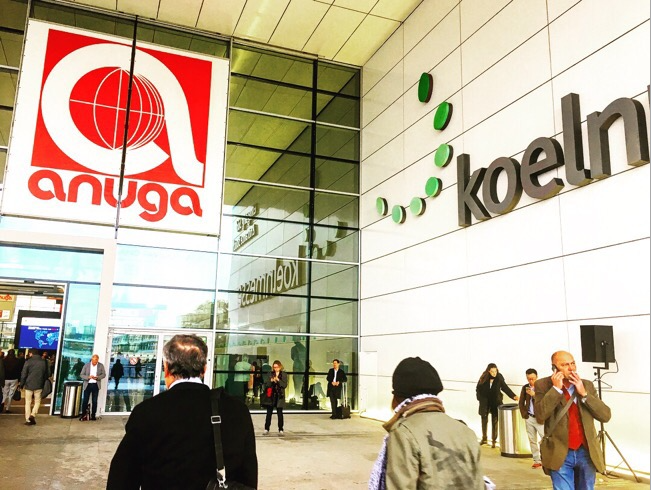
2017년 독일 쾰른 국제 식품 박람회(ANUGA)

독일 쾰른 국제 식품 박람회(ANUGA)는 세계의 식품 및 음료를 소개하는 전시회로서 1924년 처음으로 시작해 격년으로 치러지고 있는 행사이다. 파리 식품박람회(SIAL PARIS), 동경 국제 식품 박람회(FOODEX JAPAN)와 함께 세계 3대 식품 박람회로 여겨지며 10월 초순 경 쾰른 메세에서 박람회가 열린다.

## 분야
2017년 기준 총 10가지 분야로 나누어져 있다.
- Fine Food (식재료 및 기초식품)
- Meat (육류)
- Chilled & Fresh Food (냉장식품)
- Frozen Food (냉동식품)
- Dairy  (유제품)
- Bread & Bakery (베이커리)
- Drinks (음료)
- Organic (유기농식품)
- Hot Beverages (따뜻한 음료)
- Culinary Concepts (요리 콘셉트)

## 주요 참가국
주요 참가국으로는 이탈리아(952개 업체), 독일(774개), 중국(576개), 스페인(570개), 미국(188개), 인도(148개) 등이 있다. 한국은 샘표, 오뚜기 등 82개 업체가 참여하였으며 그 중 50여 개의 업체가 한국 공동관으로 참여했다.

## 특징
다른 전시회에 비해 각 나라의 음식문화를 선보일 수 있는 만큼 국가관 형성이 아주 활성화되어 있다. 또한, '올해의 셰프'와 '올해의 파티쉐'를 뽑는 행사가 펼쳐 지는데, 개최 전, 해부터 치러지는 예선을 통과한 최종 3인이 박람회에서 결승전을 치른다. 2017년 올해의 셰프는 독일셰프인 Jan Pettke가 차지하였고, 올해의 파티쉐에는 스위스 바젤 한 호텔의 파티쉐인 Mike Kainz가 차지하였다.
그 외의 기타 부대행사로 '아누가 오가닉 마켓', '아누가 와인 스페셜', '아누가 트렌드 존', '아누가 요리스테이지', '아누가 할랄 마켓', '아누가 올리브 오일 마켓', 'E-그로서리 콩그레스', '아이푸드 컨퍼런스' 등 다양한 행사들이 열린다. 특히 '아이푸드 컨퍼런스'는 식품산업에도 영향을 미치고 있는 디지털화와 지속가능성에 대한 유익한 정보를 제공하며 여러 식품산업 관계자들이 참가하기 때문에 네트워크 형성에 중요한 역할을 한다.